# 榛树导弹
榛树导弹是俄罗斯一款现役中程弹道导弹，由俄罗斯总统普京于2024年11月21日首次对媒体披露。据称这种导弹的末端速度能达到11马赫，因而以人类目前的防空技术难以拦截，是第一个参加实战的高超音速中程导弹。据五角大楼方面称，此飛彈乃以RT-20弹道导弹改进的新型导弹RS-26弹道导弹为基础研制。

## 使用
根据俄罗斯官方的通告，军方在2024年11月21日用榛树导弹对位于乌克兰境内第聂伯罗市的多个目标进行了打击。这款导弹采用了分导式多弹头设计，在多段尚未证实的监控影像中，可以看到多枚弹头以极高的速度穿过云层，以几乎垂直的弹道打击了地面多个目标。由于不久前美国和英法两国分别批准乌克兰使用各自援助的ATACMS和暴风影导弹打击俄罗斯境内目标，这次榛树导弹的发射可以视作俄罗斯方面的回应。
美国官员对此表示，此型导弹尚处于研发阶段，俄罗斯很可能只制造了少数几枚，因此无法大规模且持久地使用榛树高超音速弹道导弹对乌克兰展开袭击。